# اوکوود (پنسیلوانیا)
اوکوود (به انگلیسی: Oakwood) یک حوزه سرشماری در ایالات متحده آمریکا است که در پنسیلوانیا واقع شده‌است. اوکوود ۲٬۲۷۰ نفر جمعیت دارد.